# Jan Rudovský
Jan Rudovský (* 6. leden 1987 v Kladně, Československo) je český hokejový útočník.

## Hráčská kariéra
- 2001/02 PZ Kladno (dorost)
- 2002/03 HC Kladno (dorost)
- 2003/04 HC Kladno (dorost)
- 2004/05 HC Kladno (junior)
- 2005/06 HC Kladno (junior), HC Děčín (2.ČHL)
- 2006/07 HC Kladno (junior), HC Kladno
- 2007/08 HC Kladno, HC Berounští Medvědi (1.ČHL), HK Lev Slaný (2.ČHL)
- 2008/09 HC Kladno, SK Kadaň (1.ČHL), HC Děčín (2.ČHL)
- 2009/10 HC Kladno, HC Berounští Medvědi (1.ČHL)
- 2010/11 HC Berounští Medvědi (1.ČHL)
- 2011/12 HC Most (1.ČHL), HC Stadion Litoměřice (1.ČHL), HC Děčín (2.ČHL)
- 2012/13 Rytíři Kladno, HC Stadion Litoměřice (1.ČHL)
- 2013/14 Rytíři Kladno, HC Stadion Litoměřice (1.ČHL)
- 2014/15 Rytíři Kladno (1.ČHL)
- 2015/16 Rytíři Kladno (1.ČHL)
- 2016/17 LHK Jestřábi Prostějov (1.ČHL)
- 2017/18 LHK Jestřábi Prostějov (1.ČHL), HC Oceláři Třinec
- 2018/19 HC Frýdek-Místek (1.ČHL), HC Oceláři Třinec
- 2019/20 Piráti Chomutov (1.ČHL)
- 2020/21 Orli Znojmo (2.ČHL), AZ Havířov (1.ČHL)
- 2021/22 LHK Jestřábi Prostějov (1.ČHL)
- 2022/23 HC Slovan Ústí nad Labem (2.ČHL)
- 2023/24 Ústecký Slovan (2.ČHL)
- 2023/24 HC Slovan Ústí nad Labem (2.ČHL)